# Nordpolitik
La Nordpolitik (en alemán "Política del norte") fue la firma o el sello que tuvo la política exterior que del presidente surcoreano Roh Tae-woo. La misma fue denominada así en 1983 por el entonces ministro de relaciones exteriores de Corea del Sur, Lee Beom-seok (a quien no se debe confundir con el premier del mismo nombre), aunque no fue formalmente anunciada hasta cuando ya se estaban acercando los Juegos Olímpicos de verano de Seúl de 1988.
Esta política guio los esfuerzos surcoreanos orientados a acercarse a los tradicionales aliados de Corea del Norte, con la meta definitiva de normalizar sus relaciones bilaterales con la China comunista y con la entonces Unión Soviética, de tal manera de no sólo contribuir a mejorar o a diversificar su propia economía sino también intentar dejar al régimen norcoreano lo más aislado que fuese posible, tanto que el mismo no tuviese ninguna otra opción que abrirse un poco desde el punto de vista político, lo que contribuiría a reducir las tensiones militares en la península de Corea.
La Nordpolitik en particular adoptó su nombre a partir de la anterior política germana-occidental de la denominada Ostpolitik (literalmente “política del este”) hacia la entonces comunista Alemania Oriental, aunque esta política en particular estaba directamente dirigida a tratar de normalizar las relaciones bilaterales interalemanas.
Por su parte, la sucesora de la Nordpolitik fue la llamada “política del Sol”, la cual tuvo más similitudes tangibles con la recién mencionada Ostpolitik alemana.

## Nota
- Esta obra contiene una traducción  derivada de «Nordpolitik» de Wikipedia en inglés, publicada por sus editores bajo la Licencia de documentación libre de GNU y la Licencia Creative Commons Atribución-CompartirIgual 4.0 Internacional.

## Lectura o bibliografía adicional
- Andrew C. Nahm; James Hoare (2004).  Scarecrow Press, ed. Historical Dictionary of the Republic of Korea (“Diccionario histórico de la República de Corea”). pp. 151-152. ISBN 978-0-8108-4949-5.

- Datos: Q7050858